# 重庆世界贸易中心
29°33′39″N 106°34′15.2″E / 29.56083°N 106.570889°E
重庆世界贸易中心（World Trade Centre Chongqing，WTCC），位于重庆市渝中区解放碑中央商务区。建筑主体结构高度262米，总高283.1米，共62层。

## 历史
重庆世界贸易中心曾经是中國中西部地区第一高楼。但在2006年被位于湖北省武汉市的武汉民生银行大厦以336米的高度超过，在2010年6月被同位于重庆市渝中区的重庆宾馆保利国际广场以286米的高度超过。
重庆世界贸易中心总建筑面积近13万平方米。在大楼的顶部位置，还设置有挑高达16米的360度观景台。大厦楼顶设置一个1400平方米的直升机停机坪。重庆轨道交通二号线临江门站出入口连接世贸中心负一层和负二层。
重庆世贸中心大厦内部配置五星级酒店大堂；茶座、酒吧、钢琴吧、咖啡吧、西餐厅等休闲设施；健身中心、水浴设施、乒乓球室、棋牌室、书吧等商务减压区以及各种类型的国际商务会议厅、智能化停车库等，是一个集商务办公、会议、商场、休闲观光等为一体的综合性物业。
世界第二大电器销售商山田电机进驻重庆世界贸易中心裙楼商业。

## 周围交通
- 重庆轨道交通较场口站、小什字站
- 重庆公交索道一号线（长江索道）新华路站
- 重庆公交索道二号线（嘉陵江索道）洪崖洞站